# Itame crocearia
Itame crocearia är en fjärilsart som beskrevs av George Duryea Hulst 1887. Itame crocearia ingår i släktet Itame och familjen mätare. Inga underarter finns listade i Catalogue of Life.